# Lampranthus neostayneri
Lampranthus neostayneri är en isörtsväxtart som beskrevs av L. Bol. Lampranthus neostayneri ingår i släktet Lampranthus och familjen isörtsväxter. Inga underarter finns listade i Catalogue of Life.